# Cultura Cerro Narrío
Cerro Narrío o Chaullabamba és una cultura precolombina localitzada a les conques de les actuals províncies de Cañar i Azuay (Equador) entre els anys 2000 i 600 aC. Els seus poblats solien ocupar els turons o terrasses fluvials i van controlar les rutes comercials que travessaven les valls andines en aquella època. El jaciment principal de Cerro Narrío es considera un centre comercial important en les connexions entre les zones amazòniques, les altes valls andines i la zona costanera, cosa que es demostra amb els contactes, en diferents moments, entre aquesta cultura i les veïnes cultures Valdivia, Machalilla i Chorrera.
Era una cultura fonamentalment agrícola i ramadera (de camèlids, com la llama o l'alpaca), però també es dedicava a la caça d'animals de mida reduïda. Dels ossos i banyes d'aquests animals s'han recuperat ornaments personals. Les restes d'atuells ceràmics no són tan abundants com les de les cultures veïnes esmentades i tenen una qualitat menor.